# Entedon albiscapus
Entedon albiscapus är en stekelart som beskrevs av Askew 1991. Entedon albiscapus ingår i släktet Entedon och familjen finglanssteklar.
Artens utbredningsområde är Frankrike. Inga underarter finns listade i Catalogue of Life.